# Peltodytes sexmaculatus
Peltodytes sexmaculatus är en skalbaggsart som beskrevs av Roberts 1913. Peltodytes sexmaculatus ingår i släktet Peltodytes och familjen vattentrampare. Inga underarter finns listade i Catalogue of Life.